# Kronówko
Kronówko (niem. Klein Cronau) – osada w Polsce, położona w województwie warmińsko-mazurskim, w powiecie olsztyńskim, w gminie Barczewo. Wchodzi w skład sołectwa Kronowo.
W latach 1975–1998 osada administracyjnie należała do województwa olsztyńskiego.